# Roberto D'Alimonte

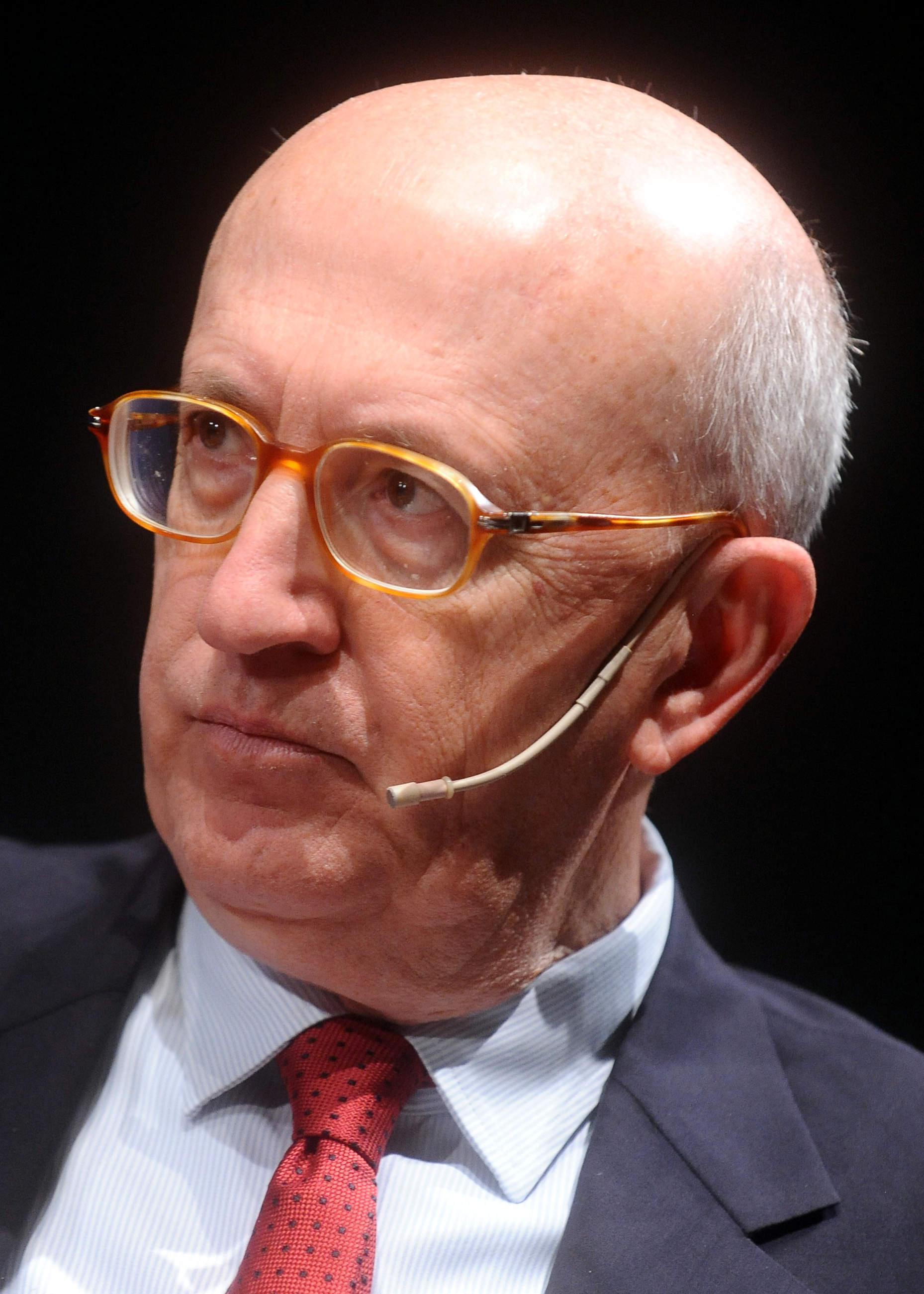
Roberto D'Alimonte al Festival dell'Economia di Trento nel 2016

Roberto D'Alimonte (San Giovanni Teatino, 21 luglio 1947) è un politologo italiano, esperto di sistemi elettorali.

## Biografia
Si è laureato in Scienze politiche al Cesare Alfieri nell'Università degli Studi di Firenze con Giovanni Sartori, e si è poi specializzato all'Università di Harvard e a Berkeley.
Dal 1974 al 2009 ha insegnato presso l'Università di Firenze, per passare poi nel 2010 alla Libera università internazionale degli studi sociali Guido Carli (Luiss). In passato ha insegnato anche alla Stanford Graduate School of Business ed è stato visiting professor nella Università di Yale e, nell'anno accademico 2001-2002, in quella di Stanford.
Nel 2005 fonda il Centro Italiano Studi Elettorali (CISE), che ha diretto fino al 2018. Collabora con il quotidiano economico Il Sole 24 Ore.
Nel luglio 2014, infine, diviene direttore del dipartimento di Scienze Politiche della Libera università internazionale degli studi sociali Guido Carli, carica che ha ricoperto fino al 2017.
È considerato il "padre dell'Italicum", la legge elettorale approvata nel 2016 sotto il governo Renzi ma dichiarata parzialmente illegittima l'anno successivo dalla Corte costituzionale e comunque già bocciata con referendum popolare nel 2016.

## Opere
- Stefano Bartolini, Roberto D'Alimonte (a cura di), Maggioritario ma non troppo. Le elezioni politiche del 1994, Bologna, il Mulino, 1995, ISBN 88-15-04780-8.
- Roberto D'Alimonte, Stefano Bartolini (a cura di), Maggioritario per caso. Le elezioni politiche del 1996, Bologna, il Mulino, 1997, ISBN 88-15-05786-2.
- Roberto D'Alimonte, David Nelken (a cura di), Politica in Italia. I fatti dell'anno e le interpretazioni. Edizione 1997, Bologna, il Mulino, 1997, ISBN 88-15-06050-2.
- (EN) Roberto D'Alimonte, David Nelken (a cura di), Italian politics. The center-left in power, Boulder, Westview, 1997, ISBN 0-8133-3443-8.
- Alessandro Chiaramonte, Roberto D'Alimonte (a cura di), Il maggioritario regionale. Le elezioni del 16 aprile 2000, Bologna, il Mulino, 2000, ISBN 88-15-07906-8.
- Roberto D'Alimonte, Stefano Bartolini (a cura di), Maggioritario finalmente? La transizione elettorale 1994-2001, Bologna, il Mulino, 2002, ISBN 88-15-08426-6.
- Roberto D'Alimonte, Alessandro Chiaramonte (a cura di), Proporzionale ma non solo. Le elezioni politiche del 2006, Bologna, il Mulino, 2007, ISBN 978-88-15-12047-2.
- Roberto D'Alimonte, Carlo Fusaro (a cura di), La legislazione elettorale italiana. Come migliorarla e perché, Bologna, il Mulino, 2008, ISBN 978-88-15-12519-4.
- Roberto D'Alimonte, Alessandro Chiaramonte (a cura di), Proporzionale se vi pare. Le elezioni politiche del 2008, Bologna, il Mulino, 2010, ISBN 978-88-15-13676-3.